# Zuzana Vasilková
Zuzana Vasilková, coniugata Kameníková (Banská Bystrica, 27 maggio 1970), è un'ex cestista slovacca, fino al 1992 cecoslovacca.

## Carriera
Con la Cecoslovacchia ha disputato i Campionati mondiali del 1990 e due edizioni dei Campionati europei (1989, 1991).
Con la Slovacchia ha disputato i Campionati mondiali del 1998 e quattro edizioni dei Campionati europei (1993, 1997, 1999, 2001).